# 西藏丝瓣芹
西藏丝瓣芹（学名：Acronema xizangense）为伞形科丝瓣芹属的植物，是中国的特有植物。分布在中国大陆的西藏等地，生长于海拔3,400米的地区，一般生于河谷侧坡，目前尚未由人工引种栽培。

## 异名
- Acronema tibetanum S. L. Liou et Shan